# Кизкеткен (Казахстан)
Кизкетке́н (каз. Қызкеткен) — село у складі Карасуського району Костанайської області Казахстану. Входить до складу Ільїчівського сільського округу.
Населення — 116 осіб (2021; 158 у 2009, 87 у 1999, 282 у 1989).